# Gerd Heyden
Gerd Heyden (* 10. Januar 1941 in Berlin) ist ein ehemaliger deutscher Politiker (CDU).
Gerd Heyden besuchte ein Gymnasium und legte 1959 das Abitur ab. Er studierte an der Technischen Universität Berlin Bergbau, wo er als Diplom-Bergbauingenieur 1966 abschloss. Bereits 1963 trat er der CDU bei. Bei der Berliner Wahl 1967 wurde Heyden in die Bezirksverordnetenversammlung (BVV) im Bezirk Tempelhof gewählt. 1971 promovierte er als Dr.-Ing. und wurde im selben Jahr bei der Wahl 1971 in das Abgeordnetenhaus von Berlin gewählt. Ab 1973 arbeitete er als technischer Angestellter bei der Bewag. 1985 schied Heyden aus dem Parlament aus.